# خوسيه روبرتو رايت
خوسيه روبرتو رايت (بالبرتغالية: José Roberto Wright‏) (7 سبتمبر 1944 ريو دي جانيرو البرازيل - ) هو لاعب كرة قدم برازيلي.

## روابط خارجية
- خوسيه روبرتو رايت على موقع Soccerway.com (الإنجليزية)